# Danny Linde
Danny Linde (født 19. juli 1968) er en dansk musiker. Han er kendt som den guitarspillende halvdel af Zididada.
Danny er født på Sankt Josephs Hospital på Nørrebro i København og har ingen uddannelse. Han levede af at spille blues-musik indtil han mødte Jimmy Colding og sammen skabte de Zididada. Han forlod gruppen i 2013.
I 2022 blev han sanger og guitarist i Delta Blues Band.

## Diskografi
Med Zididada
- 1999 – Welcome To Zididada
- 2000 – Have A Zididada Day
- 2002 – Happy Fool
- 2004 – Princess (Greatest Hits)
- 2005 – Music Makers
- 2008 – Take it All
- 2013 – Fix Your Heart